# Sistema consonantico siciliano
Il sistema consonantico della lingua siciliana e di tutti i dialetti italiani meridionali estremi (detto anche consonantismo siciliano) è il seguente:
|                        | Bilabiali | Labiodentali | Dentali | Alveolari | Postalveolari | Retroflesse | Palatali | Velari | Labiovelari | Glottidali |
| Nasali                 | m         | ɱ            |         | n         |               | (ɳ)         | ɲ        | ŋ      |             |            |
| Occlusive              | p b       |              | t̪ d̪     |           |               | ʈ ɖ         | c ɟ      | k ɡ    |             | ʔ          |
| Affricate              |           |              |         | ʦ ʣ       | ʧ ʤ           | (ɖ͡ʐ)        |          |        |             |            |
| Fricative              |           | f v          |         | s (z)     | ʃ (ʒ)         | ʂ ʐ         | ç (ʝ)    | x      |             | (h)        |
| Approssimanti          |           |              |         |           |               |             | j        |        | w           |            |
| Vibranti               |           |              |         | (r)       |               |             |          |        |             |            |
| Monovibranti           |           |              |         | (ɾ)       |               | ɽ           |          |        |             |            |
| Approssimanti laterali |           |              |         | l         |               |             |          |        |             |            |